# NGC 217
NGC 217 é uma galáxia espiral (S0-a) localizada na direcção da constelação de Cetus. Possui uma declinação de -10° 01' 18" e uma ascensão recta de 0 horas, 41 minutos e 33,9 segundos.
A galáxia NGC 217 foi descoberta em 28 de Novembro de 1785 por William Herschel.